# As Time Goes By (musikalbum av Svend Asmussen)
As Time Goes By är ett musikalbum från 1978 med jazzviolinisten Svend Asmussen och vibrafonisten Lionel Hampton.

## Låtlista
1. Flying Home (Lionel Hampton/Benny Goodman) – 7'21
2. Midnight Sun (Johnny Mercer/Lionel Hampton/Francis Burke) – 5'49
3. Rose Room (Art Hickman/Harry Gregson-Williams) – 6'33
4. Air Mail Special (Jimmy Mundy/Charlie Christian/Benny Goodman) – 9'10
5. As Time Goes By (Herman Hupfeld) – 5'25
6. Avalon (Buddy de Sylva/Vincent Rose/Al Jolson) – 5'21

## Medverkande
- Svend Asmussen – violin
- Lionel Hampton – vibrafon
- Niels-Henning Ørsted Pedersen – bas
- Ed Thigpen – trummor
- Rune Öfwerman – piano (spår 5)